# 質屋 (映画)

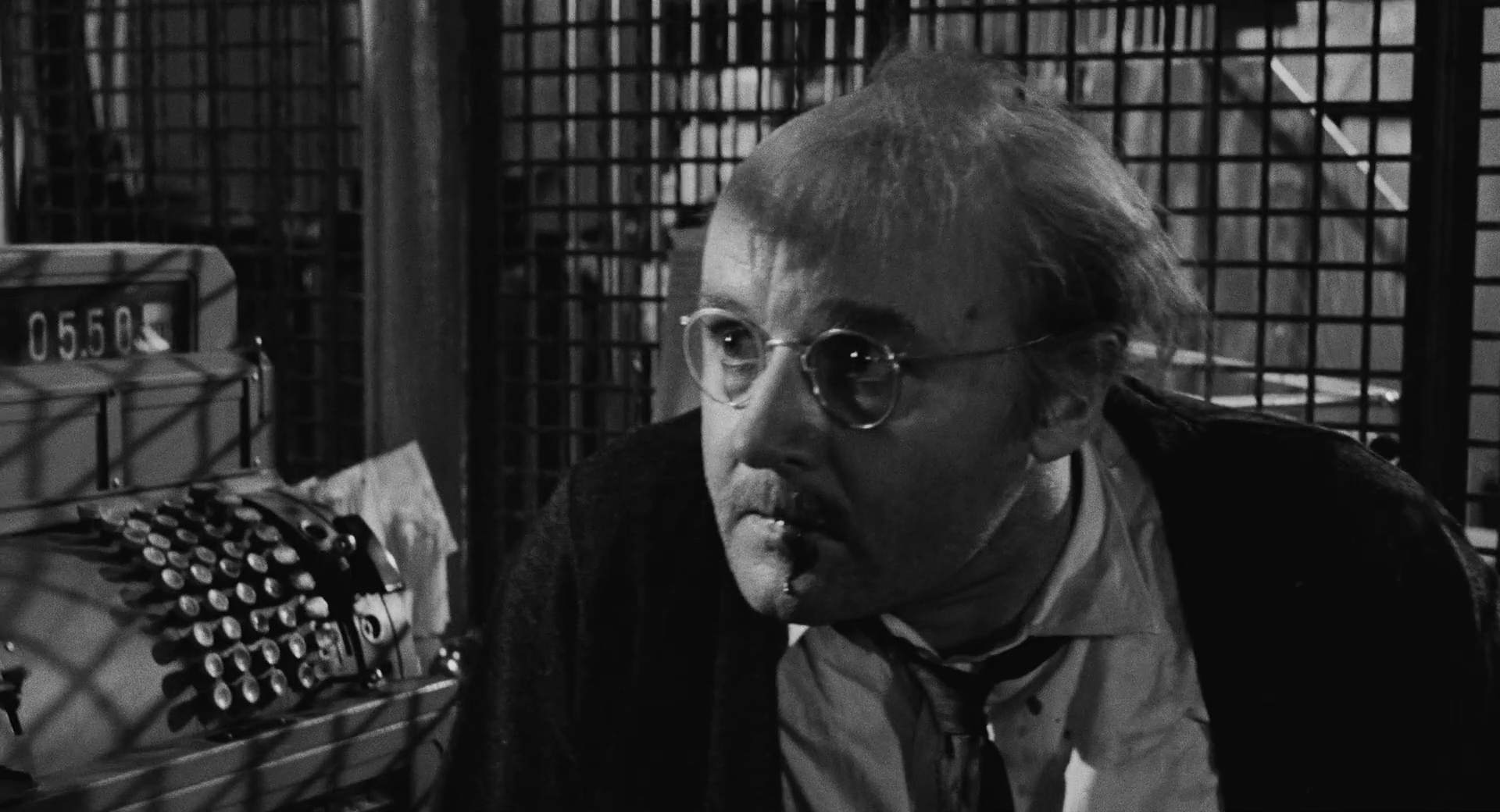
ロッド・スタイガー(予告編から)

『質屋』（しちや、The Pawnbroker）は、1964年のアメリカ合衆国のドラマ。
監督はシドニー・ルメット、出演はロッド・スタイガーとジェラルディン・フィッツジェラルドなど。
ナチの強制収容所で妻子を殺されて以来、人間不信となって心を閉ざしていた男が絶望から立ち直っていく姿を描いている。
原作はエドワード・ルイス・ウォーラントの同名小説。
1964年6月から7月にかけて開催された第14回ベルリン国際映画祭で主演のスタイガーが男優賞を受賞している他、2008年にはアメリカ議会図書館に永久保存するアメリカ国立フィルム登録簿に登録されている。

## ストーリー
ニューヨークの貧民街で質屋を営むソル・ナザーマンは、ドイツのユダヤ人の元大学教授で、ナチスのユダヤ人強制収容所で妻子を殺された過去を持つ。今は妻の妹の家族と何不自由なく暮らしているが、心を閉ざしている。

## キャスト
- ソル・ナザーマン: ロッド・スタイガー - 質屋の店主。亡き妻の妹の家族と暮らしている。
- マリリン・バーチフィールド: ジェラルディン・フィッツジェラルド - 社会福祉事業家。ソルに惹かれる。
- ロドリゲス: ブロック・ピーターズ - 貧民街のボス。ソルの質屋のスポンサー。アフリカ系。ゲイ。
- ヘズス・オルティス: ハイメ・サンチェス（英語版） - ソルの質屋の店員。プエルトリコ出身。母親と2人暮らし。
- メイベル: セルマ・オリヴァー（英語版） - ヘズスの恋人。娼婦。
- テッシー: マルケータ・キンブレル（英語版） - ソルの亡き親友の妻。ソルが面倒を見ている。
- メンデル: バルーク・ルメット（英語版）[注 1] - ソルの亡き親友の父。テッシーの義父。ソルを憎んでいる。

## エピソード
モーガン・フリーマンがエキストラで出演している。
ユニバーサルスタジオジャパンのニューヨーク・エリアに「ナザーマン質屋」の映画撮影セットがある。

## 作品の評価
Rotten Tomatoesによれば、17件の評論のうち高評価は82%にあたる14件で、平均点は10点満点中8.17点となっている。
WOWOWは「彼（主人公）の現在の灰色の日常生活と、彼の脳裡にたえず蘇る過去の忌まわしい記憶を、先鋭的な編集技法を駆使して重ね合わせながら、S・ルメット監督が主人公の絶望的な心の苦しみと孤独を鮮烈に表現。主演R・スタイガーの迫真の苦悩演技や、撮影B・カウフマンのモノクロ撮影も秀逸。」と評価している。